# قصون
قصون روستایی از توابع بخش بررود شهرستان کوهسرخ در استان خراسان رضوی است و این روستا در دهستان تکاب قرار دارد. براساس سرشماری سال ۱۳۸۵ جمعیت آن ۴۹۶ نفر (۱۳۰ خانوار) است.